# Kukruse
Kukruse (avant 1938 : Kuckers) est un village du Virumaa oriental (ancien Wierland) en Estonie. Sa population est d’environ 600 habitants. Le village appartient depuis 2017 à la commune de Toila.

## Historique
L’endroit est d’abord un domaine seigneurial mentionné en 1453, avec un petit manoir de bois du nom de Kuckers. Il appartient plus tard à la famille von Toll qui fait construire en 1840 un long manoir de pierre néoclassique, flanqué d’un pavillon rectangulaire à un étage (rehaussé plus tard) et d’une longue grange. Eduard von Toll (1858-1902) y a vécu. Il appartient aujourd’hui à la compagnie Viru Restauraator qui l’a récemment restauré. La nécropole familiale de la famille von Toll se trouve à un kilomètre du manoir au fond du parc qui ne comprend plus que quelques stèles. Le domaine faisait partie de la paroisse de Jewe, depuis 1938 Jõhvi.